# Drummore
Drummore, schottisch-gälisch: An Druim Mòr, ist eine Ortschaft in der schottischen Council Area Dumfries and Galloway beziehungsweise in der traditionellen Grafschaft Wigtownshire. Sie liegt rund 21 Kilometer südlich von Stranraer an der Luce Bay nahe der Südspitze der Halbinsel Rhins of Galloway. Damit zählt Drummore zu den südlichsten Ortschaften Schottlands.

## Geschichte
Spätestens seit 1386 findet sich in der Umgebung ein Kirchengebäude. Mit dem Bau der heutigen Old Parish Church of Kirkmaiden im Jahre 1638 wurde das ältere Gebäude obsolet. Heute dient die 1903 in Drummore im neogotischen Stil erbaute St Medan’s Church als Pfarrkirche.
Westlich der Ortschaft befinden sich die Überreste einer mittelalterlichen Motte. Mit dem Tower House Drummore Castle am Westrand der Ortschaft findet sich ein weiterer, vermutlich aus dem 16. Jahrhundert stammender Wehrbau in der direkten Umgebung.
Vermutlich in der Mitte des 19. Jahrhunderts erhielt Drummore einen kleinen Hafen, der in der Vergangenheit als lokaler Handelsplatz für die Ortschaft von Bedeutung war. Die Häuser im Drummore stammen großteils aus demselben Jahrhundert.
Im Rahmen der Zensuserhebung 1971 wurden in Drummore 336 Einwohner gezählt. Dies bedeutete einen Rückgang um 54 Personen innerhalb von zehn Jahren.

## Verkehr
Die A716, welche die Küstenorte an der Ostseite der südlichen Rhins of Galloway anbindet, bildet die Hauptstraße von Drummore. Bei Stranraer besteht Anschluss an die A75 (Stranraer–Gretna Green) sowie die aus Glasgow kommende A77.